# Eufriesea aeniventris
Eufriesea aeniventris là một loài Hymenoptera trong họ Apidae. Loài này được Mocsáry mô tả khoa học năm 1896.